# Draga Olteanu Matei

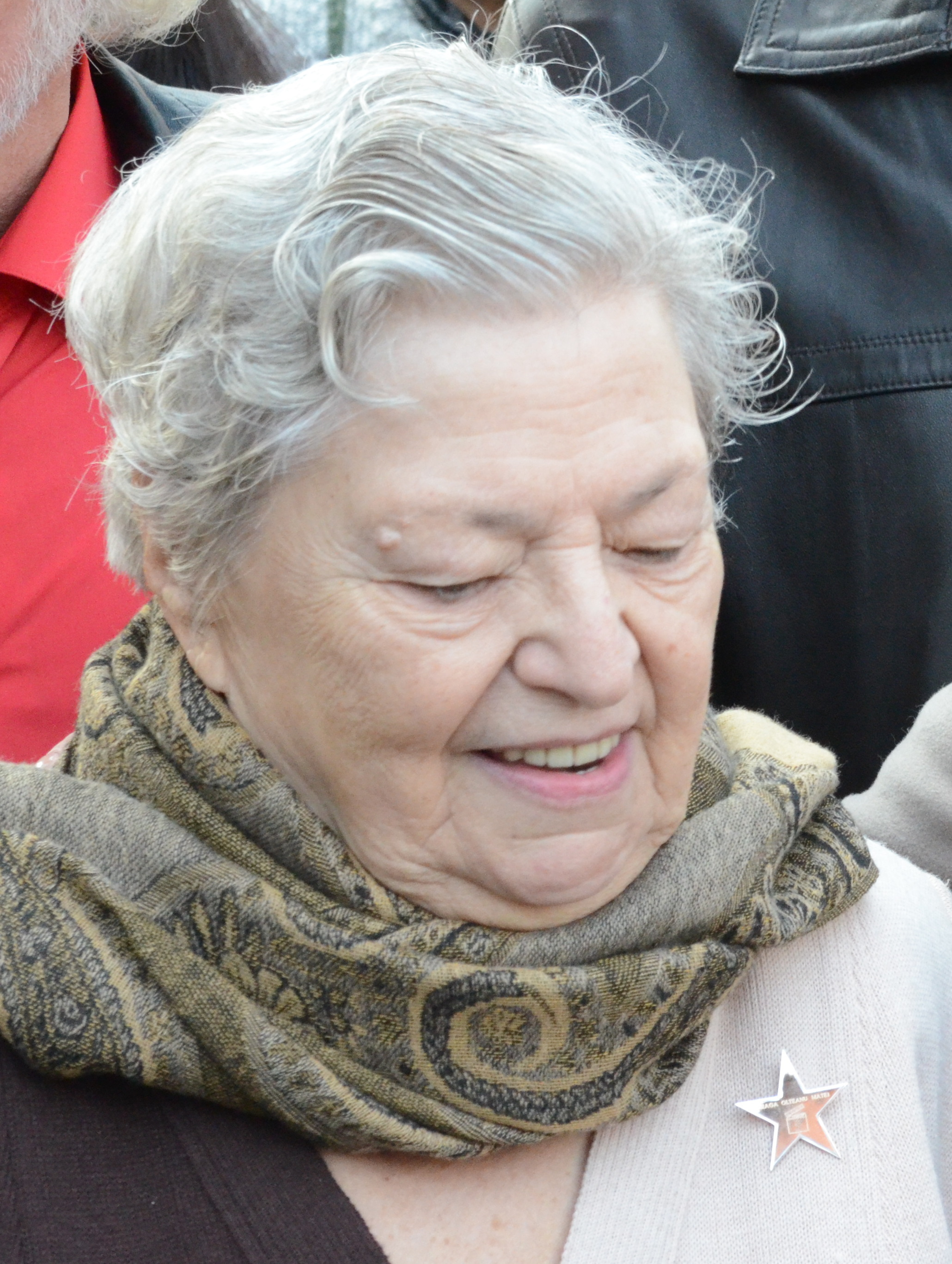
Draga Olteanu Matei recibiendo su estrella del Paseo de la Fama de Rumania en Bucarest

Draga Olteanu Matei (Bucarest, Reino de Rumania; 24 de octubre de 1933– Iași, Rumania; 18 de noviembre de 2020) fue una actriz rumana. Apareció en más de treinta películas entre 1967 y 2006. Matei recibió su estrella del Paseo de la Fama de Bucarest el 29 de octubre de 2011.
En 2015, la actriz dobló la voz de M. Packard en la película animada "Atlantis 2: Milo's Return".

## Filmografía
| Año  | Título                       | Papel                                       | Director                                          |
| ---- | ---------------------------- | ------------------------------------------- | ------------------------------------------------- |
| 2014 | O nouă viață                 | Il madre del Nae                            | Alex Fotea, Mihai Brătilă                         |
| 2013 | Îngeri pierduți              | Abuela del Aura                             | Larry Maronese, Mihai Bratila                     |
| 2010 | Narcisa sălbatică            | Abuela del Narcisa                          | Catrinel Danaiata, Mihai Bauman, Sebastian Voinea |
| 2009 | State de România             | Abuela del Orlando                          | Iura Luncașu                                      |
| 2008 | Regina                       | Ileana Toma, el segunda esposa del Dr. Toma | Iura Luncașu                                      |
| 2007 | Inimă de țigan               | Ileana Toma, el segunda esposa del Dr. Toma | Iura Luncașu                                      |
| 2005 | Cuscrele                     |                                             | Nae Cosmescu                                      |
| 1999 | The Famous Paparazzo         |                                             | Nicolae Mărgineanu                                |
| 1979 | Uncle Marin, the Billionaire | Veta                                        | Sergiu Nicolaescu                                 |
| 1973 | Explosion                    |                                             | Mircea Drăgan                                     |
| 1966 | Haiducii                     | Esposa de Zdrelea                           | Dinu Cocea                                        |
| 1962 | A Bomb Was Stolen            |                                             | Ion Popescu-Gopo                                  |